# Pelegrina neoleonis
Pelegrina neoleonis är en spindelart som beskrevs av Maddison 1996. Pelegrina neoleonis ingår i släktet Pelegrina och familjen hoppspindlar. Inga underarter finns listade i Catalogue of Life.